# Universidad Panteion

La Universidad Panteion es una universidad situada en Atenas, Grecia. Fue fundada en 1927, y está especializada en ciencias sociales y políticas. Es una de las tres universidades de ciencias políticas más antiguas de Europa.

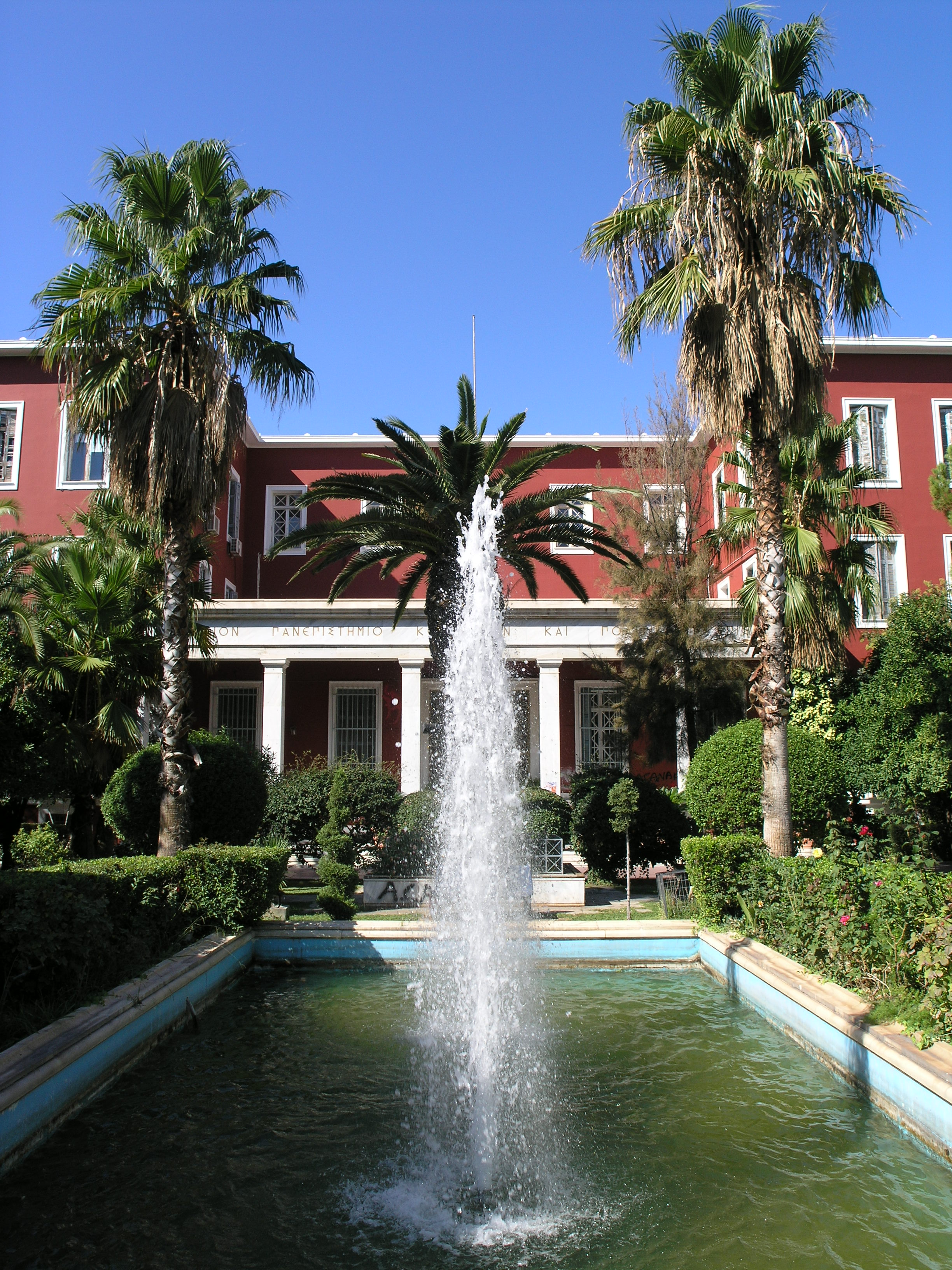
El primer edificio de la Universidad Panteion.

## Los departamentos académicos
Cuatro facultades y nueve departamentos académicos componen la Universidad:
Facultad de Economía y Administración Pública
- Departamento de Administración Pública
- Departamento de Desarrollo Económico y Regional

Facultad de Ciencias Políticas
- Departamento de Ciencias Políticas y Historia
- Departamento de Política Social

Facultad de Ciencias Sociales y Psicología
- Departamento de Sociología
- Departamento de Antropología Social
- Departamento de Psicología

Facultad de Estudios Internacionales, Comunicación y Cultura
- Departamento de Estudios Internacionales, Europeos y Área
- Departamento de Comunicación, Medios y Cultura

## Colaboraciones
La Universidad Panteion participa en varios programas de la Unión Europea: 
- Jean Monnet Programme
- ERASMUS programme
- Leonardo da Vinci programme
- EQUAL Community Initiative
- Equapol
- Tempus
- Geopac

## Personas notables
- Panagiotis Kanellopoulos (1902–1986),  profesor de Derecho , filósofo, político, primer ministro de la República Helénica (1945, 1967)
- Andreas Loverdos (1956), profesor de derecho Constitucional , político , ministro de Sanidad y Solidaridad Social
- Christos Rozakis (1941),  Profesor de Derecho Internacional , Presidente del Tribunal Administrativo del Consejo de Europa
- Konstantinos Simitis (1936), Profesor de Derecho Comercial , político , primer ministro de Grecia (1996–2004)
- Alexandros Svolos (1892–1956), catedrático de Derecho Constitucional , Miembro del Parlamento
- Michail Stasinopoulos (1903–2002), Profesor de Derecho Administrativo, Rector de la Universidad  (1951–1958), político, Presidente de la República Helénica (1974–1975)
- Dimitris Tsatsos (1933–2010), catedrático de Derecho Constitucional , Diputado al Parlamento Europeo (1999–2004)
- Konstantinos Tsatsos (1899–1987), catedrático de Filosofía del Derecho , diplomático , Presidente de la República Helénica (1975–1980)
- Christos Yannaras (1935), Profesor de Filosofía, Teólogo

- Datos: Q953421
- Multimedia: Panteion University / Q953421